# Luke Charteris
Pour les articles homonymes, voir Charteris.

a Compétitions nationales et continentales officielles uniquement.

b Matchs officiels uniquement.
Dernière mise à jour le 12 juillet 2023.
Luke Caley Charteris, né le 9 mars 1983 à Camborne en Angleterre, est un joueur international et entraîneur gallois de rugby à XV évoluant au poste de deuxième ligne. Il joue avec l'équipe du pays de Galles de 2004 à 2017.

## Carrière
Luke Charteris est né dans la ville de Camborne en Cornouailles, dans le sud de l'Angleterre. Il fait ses études à l'université de Bath. Il joue dans un premier temps en Celtic League avec l'équipe des Newport RFC pendant deux saisons. Puis les clubs gallois fusionnent afin de former des provinces, il intègre donc, de 2003 à 2012, la nouvelle équipe des Newport Gwent Dragons, avec laquelle il dispute la Coupe d'Europe (13 matchs en 2004-07) et la Celtic league. En août 2011, Charteris est nommé capitaine de son club des Newport Gwent Dragons. Luke Charteris dispute son premier test match le 6 novembre 2004 contre l'équipe d'Afrique du Sud.
En 2012, il signe pour trois saisons à l'USA Perpignan. Après la rétrogradation du club en Pro D2 au terme de la saison 2013-2014, il signe avec le club parisien du Racing Métro 92. À l'issue de la Coupe du monde 2015, Luke Charteris annonce qu'il quittera le Racing 92 pour le club anglais de Bath et il signe un contrat d'une durée de trois saisons.
En 2019, il prend sa retraite de joueur et devient entraîneur de la touche de Bath au sein du staff de Stuart Hooper.

## Palmarès

### En club
- Finaliste de la Coupe d'Europe en 2016 avec le Racing 92.

### En équipe nationale
- 4e à la Coupe du monde en 2011

- Vainqueur du Tournoi des Six Nations en 2012 (Grand Chelem)

## Statistiques en équipe nationale
Luke Charteris compte 74 sélections avec le pays de Galles, dont 45 en tant que titulaire. Il obtient sa première sélection le 12 février 2011 à Murrayfield contre l'Écosse.
Il participe à sept éditions du Tournoi des Six Nations, en 2009, 2010, 2012, 2014, 2015, 2016 et 2017.
Il participe à deux éditions de la Coupe du monde, en 2011, disputant sept rencontres, face à l'Afrique du Sud, les Samoa, la Namibie, les Fidji, l'Irlande, la France et l'Australie et en 2015, où il joue contre l'Uruguay, l'Angleterre, les Fidji, l'Australie et l'Afrique du Sud.